# Лесото
Лесо́то (англ. Lesotho, сесото Lesotho), офіційна назва Королі́вство Лесо́то (англ. Kingdom of Lesotho, сесото Muso oa Lesotho) — держава в Південній Африці, є анклавом в ПАР. Площа 30 355 км², столиця — місто Масеру.
Глава держави — король Летсіє III з 1990 року, глава уряду — Нтсу Мохехле з 1993 року. Політична система — конституційна монархія.
Експортує вовну, мохер, алмази, худобу, пшеницю, овочі.
Населення становить 2 067 000 осіб (станом на 2009 рік), поширені мови: сесото, зулу, хоса і англійська (державна).

## Історія
Лесото стало країною в 1818 році, яка тоді називалася Басутоленд. Мошвешве зібрав кілька груп людей та сформував нову країну, королем якої він став. Ця нова країна піддалася атаці з боку своїх ворогів, та 1868 року Мошвешве попросив про допомогу британську королеву Вікторію. Велика Британія погодилася на умовах, що країна стане частиною Британської імперії. Країна здобула незалежність 4 жовтня 1966 року.

### Новітня історія
Басутоленд, англійський протекторат, здобув незалежність як королівство Лесото у складі Співдружності в 1966 році. Надзвичайний стан було введено упродовж 1970—1973 років, у 1975 році члени правлячої партії зазнали нападу підтримуваних ПАР бойовиків, в 1986 році ПАР встановила блокаду кордонів, вимагаючи видачі 60 членів АНК. Генерал Леханіа здобув владу внаслідок перевороту і закрив Національні збори. У 1990 році король Мошоєшоє II був скинутий військовою радою, його місце зайняв його син Мохато як король Летсіє III. Леханіа був усунутий внаслідок перевороту, очолюваного полковником Еліасом Тутсоане Рамаєма в 1991 році. Тоді ж були дозволені політичні партії. Вільні вибори закінчили правління військових у 1993 році.

## Географія

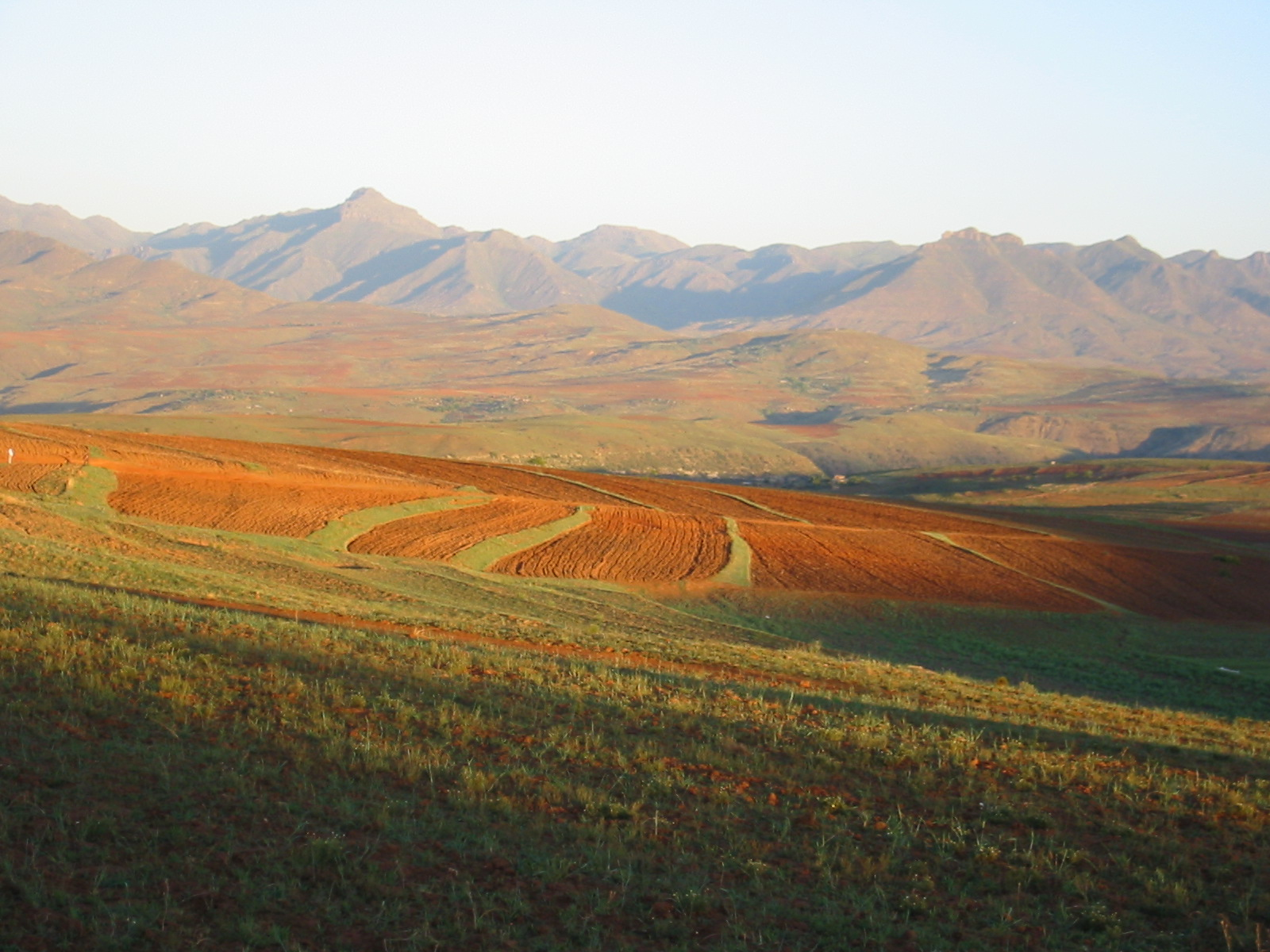
Ландшафт Лесото.

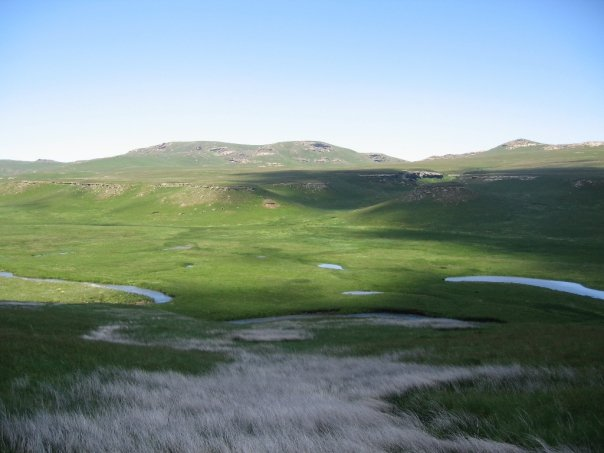
Національний парк Сехлабатебе

Площа Лесото становить 30355 км². Це єдина незалежна держава світу, що повністю лежить вище 1400 метрів над рівнем моря. Її найнижча точка є найвищою у світі. Понад 80 % території лежить вище 1800 м. Також територія Лесото з усіх боків оточена ПАР.
Більша частина країни — в межах плато Басуто (переважають висоти 2300—3000 м), обмеженого зі сходу і півдня Драконовими горами (висота до 3482 м, гора Табана-Нтленьяна). Головна річка Оранжева з притокою Каледон. Злакові степи, в Драконових горах — чагарники. Національний парк Сехлабатебе.

### Клімат
Клімат субтропічний, різко континентальний. Через свою висоту над рівнем моря, Лесото залишається прохолоднішим за інші території тієї ж широти. Більшість дощових опадів випадає під час літніх гроз. Масеру та навколишні низовини часто досягають температури 30 °C влітку, середня температура січня +25—26 °C. Зими можуть бути холодними, зокрема в низовинах температура сягає −7 °C, а на височинах — до −18 °C, середня температура липня +15 °C. Сніг зустрічається на височинах у період від травня до вересня; високогірні точки бувають засніжені постійно протягом року.

### Корисні копалини
Надра країни містять запаси алмазів, кварцу, урану, вугілля.

### Флора і фауна
У Лесото рідко зустрічаються дерева, поширеніша трав'яниста рослинність. У високогір'ї убога рослинність змінюється субальпійськими луками. ендемічною і національною квіткою Лесото є спіральне алое (лат. Aloe Polyphylla сесото Kharetsana).

## Адміністративний поділ

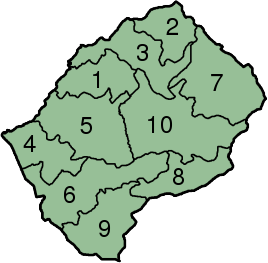
Адміністративний поділ Лесото

Лесото поділено на 10 районів, що управляються секретарями, столиця називається місто-табір (camptown). Райони поділені на 80 округів, що складаються з 129 місцевих громад.
| №  | Район       | Столиця     | Площа (км²) | Населення (2001) |
| -- | ----------- | ----------- | ----------- | ---------------- |
| 1  | Береа       | Теятеяненг  | 2.222       | 300.557          |
| 2  | Бута-Буте   | Бута-Буте   | 1.767       | 126.948          |
| 3  | Лерібе      | Хлоце       | 2.828       | 362.339          |
| 4  | Мафетенг    | Мафетенг    | 2.119       | 238.946          |
| 5  | Масеру      | Масеру      | 4.279       | 477.599          |
| 6  | Мохалес-Хук | Мохалес-Хук | 3.530       | 206.842          |
| 7  | Мокотлонг   | Мокотлонг   | 4.075       | 89.705           |
| 8  | Цгачас-Нек  | Цгачас-Нек  | 2.349       | 80.323           |
| 9  | Цгутінг     | Цгутінг     | 2.916       | 140.641          |
| 10 | Таба-Цека   | Таба-Цека   | 4.270       | 133.680          |

## Зовнішня політика
Лесото у своїх зовнішніх зв'язках орієнтується в основному на країни Півдня Африки, серед яких головне місце займає Південна Африка. Але розвиваються зв'язки й з іншими державами світу.

## Міжнародні відносини

### Відносини з Україною
Дипломатичні відносини Лесото з Україною встановлено 1 червня 2000 р.

## Транспорт
Біля міста розташований Аеропорт Меджаметалана.

### Освіта

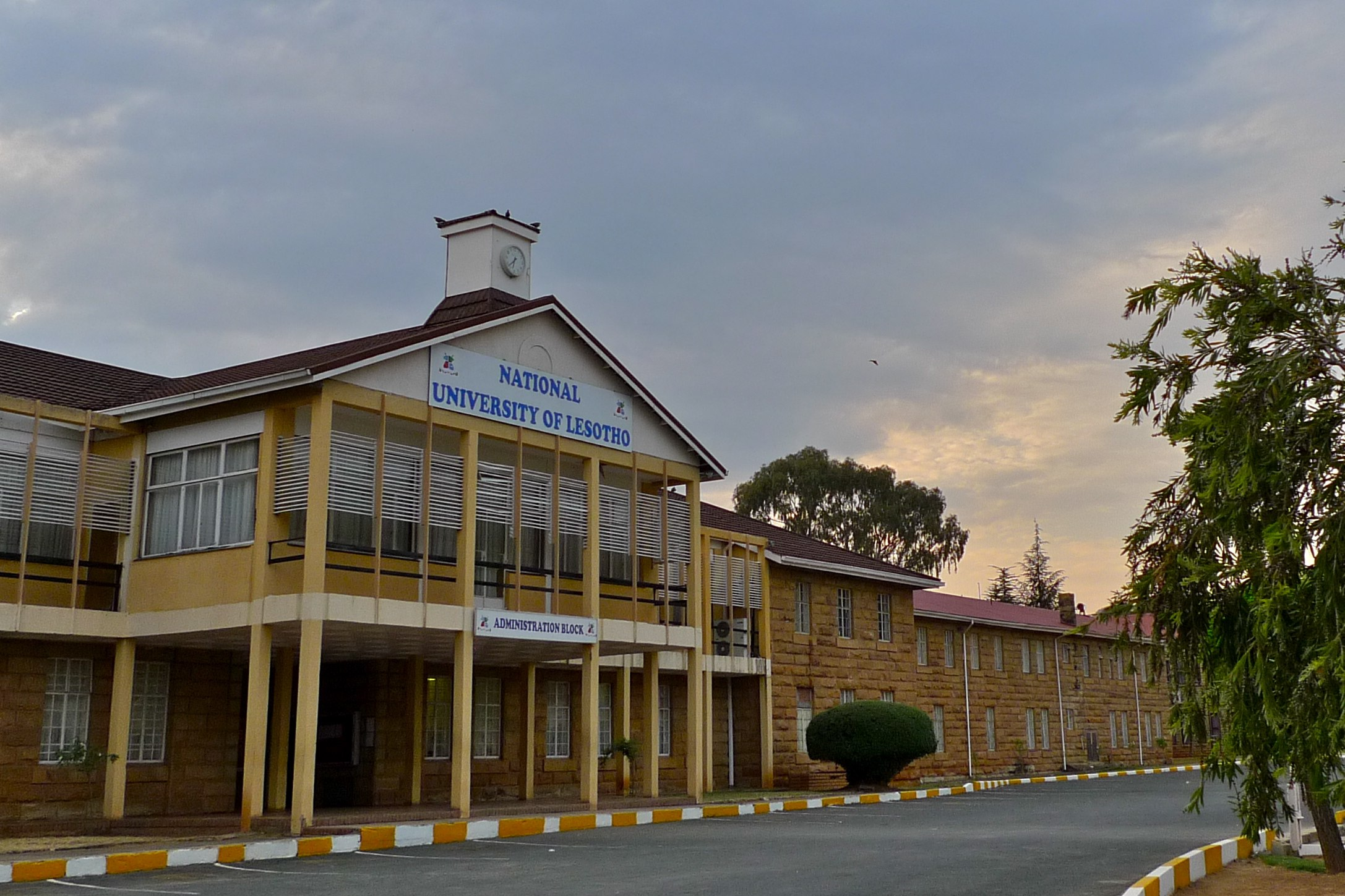
Національний університет Лесото.

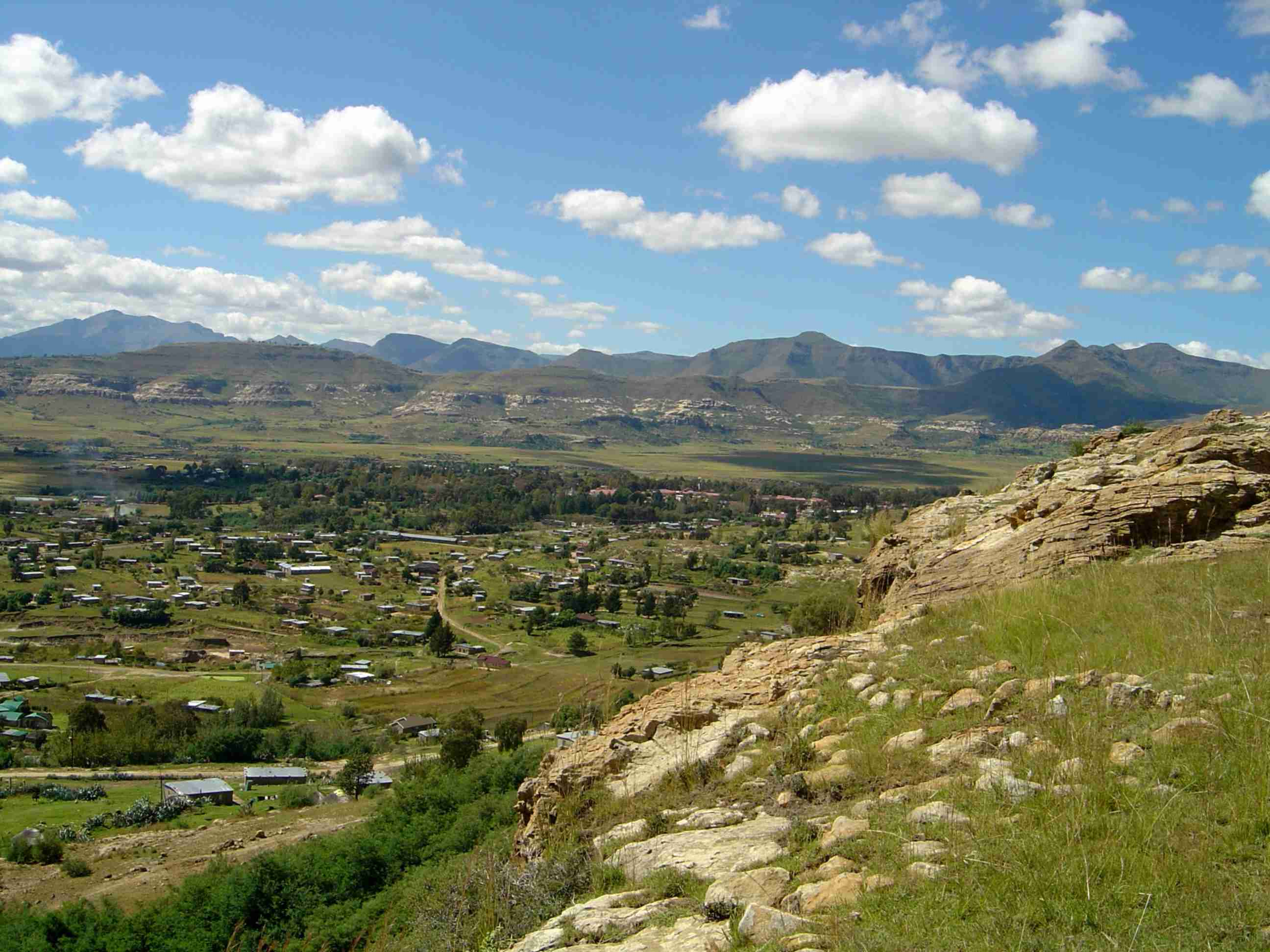
Вид з Національного університету Лесото

## Демографія
98 % населення становить народ басуто, 2 % — зулуси, європейці.
70 % населення країни сконцентровано в західних районах. У зв'язку з високим рівнем захворюваності СНІДом знижується щорічний приріст населення. Народжуваність — 26,53 на 1000 осіб, смертність — 25,03 на 1000. У Лесото високий рівень дитячої смертності — 84,23 на 1000 немовлят. 36,9 % населення — діти віком до 14 років. Середня тривалість життя — 36,68 року (чоловіки — 36,86, жінки — 36,49).

### Зараженість на вірус імунодефіциту людини
За останніми оцінками рівень зараження вірусом імунодефіциту людини (ВІЛ) у Лесото досягає 29 %, і за прогнозами ВООЗ він зросте за 15 років до 36 %, що призведе до різкого скорочення тривалості життя. У 2001 році тривалість життя становила 48 років для чоловіків і 56 для жінок. За останніми статистичними даними очікувана тривалість життя впала до 37 років.
Хоча уряд усвідомив небезпеку і почав вдаватися до заходів ще 1999 року, успіх був досить обмеженим.
З червня 2006 року почалася програма тестування всього населення Clinton Foundation [Архівовано 29 вересня 2007 у Wayback Machine.], яку підтримали Білл Клінтон та Білл Гейтс.